# Baryscapus bachmaieri
Baryscapus bachmaieri är en stekelart som beskrevs av Miktat Doganlar 1993. Baryscapus bachmaieri ingår i släktet Baryscapus och familjen finglanssteklar. Inga underarter finns listade.